# Lijst van voetbalinterlands Amerikaanse Maagdeneilanden - Aruba
Deze lijst van voetbalinterlands is een overzicht van alle officiële voetbalwedstrijden tussen de nationale teams van de Amerikaanse Maagdeneilanden en Aruba. De landen speelden tot op heden twee keer tegen elkaar. De eerste ontmoeting, een groepswedstrijd tijdens de CONCACAF Nations League 2023/24, werd gespeeld in Oranjestad op 14 oktober 2023. Het laatste duel, de returnwedstrijd in dezelfde competitie, vond plaats op 16 november 2023 in Christiansted.

## Wedstrijden
| № | Plaats        | Datum            | Competitie                      | Wedstrijd               | Uitslag |
| - | ------------- | ---------------- | ------------------------------- | ----------------------- | ------- |
| 1 | Oranjestad    | 14 oktober 2023  | CONCACAF Nations League 2023/24 | Aruba − Am. Maagdeneil. | 3 − 1   |
| 2 | Christiansted | 16 november 2023 | CONCACAF Nations League 2023/24 | Am. Maagdeneil. − Aruba | 1 − 4   |

## Samenvatting
| Competitie              | Totaal gespeeld | Winst Am. Maagdeneil. | Gelijk | Winst Aruba | Doelsaldo Am. Maagdeneil. – Aruba |
| ----------------------- | --------------- | --------------------- | ------ | ----------- | --------------------------------- |
| CONCACAF Nations League | 2               | 0                     | 0      | 2           | 2 − 7                             |
| Totaal                  | 2               | 0                     | 0      | 2           | 2 − 7                             |

USVI Soccer Federation · 
Vrouwenelftal van de Amerikaanse Maagdeneilanden
Interlands
Tegenstander:
Anguilla ·
Antigua en Barbuda ·
Aruba ·
Bahama's ·
Barbados ·
Bermuda ·
Britse Maagdeneilanden ·
Canada ·
Curaçao ·
Dominica ·
Dominicaanse Republiek ·
El Salvador ·
Grenada ·
Guyana ·
Haïti ·
Jamaica ·
Kaaimaneilanden ·
Montserrat ·
Saint Kitts en Nevis ·
Saint Lucia ·
Saint Vincent en de Grenadines ·
Turks- Caicoseilanden
AVB · A-internationals · Arubaans vrouwenelftal · Olympisch elftal
Amerikaanse Maagdeneilanden ·
Antigua en Barbuda ·
Barbados ·
Bermuda ·
Britse Maagdeneilanden ·
Canada ·
Costa Rica ·
Cuba ·
Curaçao ·
Dominica ·
Dominicaanse Republiek ·
El Salvador ·
Grenada ·
Guam ·
Guyana ·
Haïti ·
Jamaica ·
Kaaimaneilanden ·
Montserrat ·
Nederlandse Antillen ·
Panama ·
Puerto Rico ·
Saint Kitts en Nevis ·
Saint Lucia ·
Saint Vincent en de Grenadines ·
Suriname ·
Turks- en Caicoseilanden ·
Venezuela